# Ковалькі (Західнопоморське воєводство)
Ковалькі (пол. Kowalki) — село в Польщі, у гміні Тихово Білоґардського повіту Західнопоморського воєводства.
Населення — 189 осіб (2011).
У 1975-1998 роках село належало до Кошалінського воєводства.

## Демографія
Демографічна структура станом на 31 березня 2011 року:
|          | Загалом | Допрацездатний вік | Працездатний вік | Постпрацездатний вік |
| -------- | ------- | ------------------ | ---------------- | -------------------- |
| Чоловіки | 104     | 24                 | 72               | 8                    |
| Жінки    | 85      | 20                 | 50               | 15                   |
| Разом    | 189     | 44                 | 122              | 23                   |